# 黔西南プイ族ミャオ族自治州
黔西南プイ族ミャオ族自治州（けんせいなん-プイぞく-ミャオぞく-じちしゅう）は中華人民共和国貴州省西南部に位置する少数民族自治州。

## 歴史
もともとチワン族と関係の深いタイ語系のプイ族住居地帯で、明代には安順軍民府の普安衛、安南衛などが設置される土司（少数民族封建領主）支配地であったが、清の乾隆帝時代に天災や戦乱などで現・黔東南苗族侗族自治州一帯に住むミャオ族が移住してきた。清代には貴州省興義府などが設置されて直接統治地域となり、民国時代から新中国初期には自治州は設置されていなかったが、1956年黔南布依族苗族自治州に属し、1982年5月1日に現自治州が成立した。中国の少数民族自治州としては最も新しい。

## 行政区画
2県級市・6県を管轄下に置く。
- 県級市：
  - 興義市・興仁市
- 県：
  - 普安県・晴隆県・安竜県・貞豊県・冊亨県・望謨県

| 黔西南プイ族ミャオ族自治州の地図                        |
| ------------------------------------------------------- |
| 興義市 興仁市 普安県 晴隆県 安竜県 貞豊県 冊亨県 望謨県 |

### 年表
この節の出典

#### 興仁専区
- 1949年10月1日 - 中華人民共和国貴州省興仁専区が成立。興義県・興仁県・盤県・普安県・晴隆県・関嶺県・安竜県・貞豊県・冊亨県・望謨県が発足。(10県)
- 1952年12月4日 - 興仁専区が興義専区に改称。

#### 興義専区(1952年-1956年)
- 1956年4月13日 - 安竜県・冊亨県・望謨県・貞豊県が黔南プイ族ミャオ族自治州に編入。(6県)
- 1956年4月18日 - 安順専区郎岱県を編入。(7県)
- 1956年7月18日 - 興義県・興仁県・盤県・普安県・晴隆県・関嶺県・郎岱県が安順専区に編入。

#### 興義地区(1965年-1981年)
- 1965年7月28日 - 安順専区興義県・興仁県・盤県・普安県・晴隆県、黔南プイ族ミャオ族自治州安竜県・貞豊県・冊亨県・望謨県を編入。興義専区が成立。(9県)
- 1965年11月13日 (5県4自治県)
  - 安竜県が自治県に移行し、安竜プイ族ミャオ族自治県となる。
  - 貞豊県が自治県に移行し、貞豊プイ族ミャオ族自治県となる。
  - 冊亨県が自治県に移行し、冊亨プイ族自治県となる。
  - 望謨県が自治県に移行し、望謨プイ族ミャオ族自治県となる。
- 1965年11月29日 - 盤県の一部が分立し、地級行政区の盤県鉱区となる。(5県4自治県)
- 1966年2月22日 - 盤県の一部が盤県鉱区と合併し、盤県特区が発足。(1特区5県4自治県)
- 1966年4月8日 - 雲南省曲靖専区宣威県の一部が盤県特区に編入。(1特区5県4自治県)
- 1970年8月8日 - 興義専区が興義地区に改称。(1特区5県4自治県)
- 1970年12月2日 (4県4自治県)
  - 盤県特区が六盤水地区に編入。
  - 盤県が六盤水地区盤県特区に編入。
- 1981年9月21日 - 興義地区が民族自治州に移行し、黔西南プイ族ミャオ族自治州となる。

#### 黔西南プイ族ミャオ族自治州
- 1981年9月21日 - 興義地区が民族自治州に移行し、黔西南プイ族ミャオ族自治州となる。(8県)
  - 安竜プイ族ミャオ族自治県が県に移行し、安竜県となる。
  - 貞豊プイ族ミャオ族自治県が県に移行し、貞豊県となる。
  - 冊亨プイ族自治県が県に移行し、冊亨県となる。
  - 望謨プイ族ミャオ族自治県が県に移行し、望謨県となる。
- 1987年11月6日 - 興義県が市制施行し、興義市となる。(1市7県)
- 2018年7月2日 - 興仁県が市制施行し、興仁市となる。(2市6県)

## 地理
貴州省、雲南省、広西チワン族自治区の三省交界地帯に位置する。東西210キロ、南北177キロ、首府は興義市。雲貴高原の南東隅にあり、珠江源流の南盤江と北盤江がここで合流している。

## 経済
中国第2の金埋蔵量を有し、石炭、石油、天然ガスなども産出する。また水力発電ダムも数多く建設されている。

## 交通

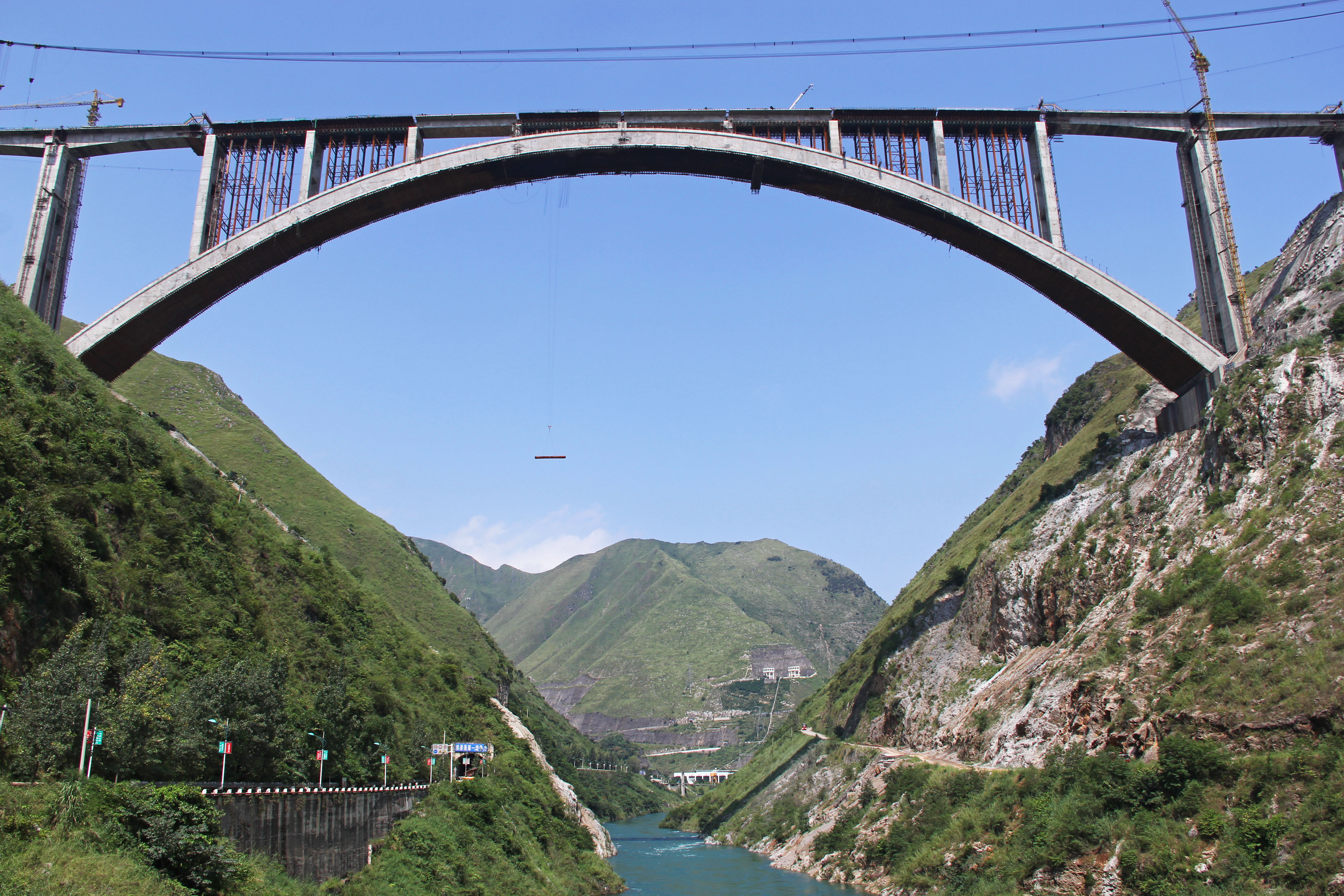
建設当時の滬昆旅客専用線北盤江大橋

### 航空
- 興義万峰林空港（中国語版）

### 鉄道
- 中国鉄路総公司
  - 滬昆旅客専用線
  - 南昆線
  - 威紅線

### 道路
- 高速道路
  - 滬昆高速道路
  - 汕昆高速道路
  - S50 恵興高速道路
  - S62 余安高速道路
  - S65 晴興高速道路
  - S77 威板高速道路
- 国道
  - G320国道
  - G324国道